# Amroth
Amroth was een elfenkoning van Lothlórien uit het werk van J.R.R. Tolkien.
Amroth was de zoon van Amdír en hij regeerde van 3434 van de tweede Era tot 1981 van de Derde Era. Hij was verliefd op het Elfenmeisje Nimrodel en er werden veel liederen over hen gemaakt. Hij woonde en regeerde op de heuvel van Cerin Amroth, maar later in het jaar 1981 vertrok hij naar de kust aan de Baai van Belfalas, om zijn geliefde op te wachten waarmee hij samen naar de Onsterfelijke Landen zou zeilen. Nimrodel verdwaalde echter en vond de dood, hierop wierp Amroth zich in zee.
In Belfalas lag later ook de stad Dol Amroth, de hoofdstad van de Gondoriaanse leen Dor-en-Ernil al is het niet duidelijk dat deze stad ook naar Amroth genoemd is.